# Natație la Jocurile Olimpice de vară din 2020 - 200 m spate (masculin)
Proba de 200 de metri spate masculin de la Jocurile Olimpice de vară din 2020 a avut loc în perioada 28-30 iulie 2021 la Tokyo Aquatics Centre.

## Recorduri
Înaintea acestei competiții, recordurile mondiale și olimpice erau următoarele:
| Record  | Atlet               | Timp    | Loc                    | Data          |
| ------- | ------------------- | ------- | ---------------------- | ------------- |
| Mondial | Aaron Peirsol (USA) | 1:51,92 | Roma, Italia           | 31 iulie 2009 |
| Olimpic | Tyler Clary (USA)   | 1:53,41 | Londra, Marea Britanie | 2 august 2012 |

## Program
Orele sunt ora Japoniei (UTC+9) 
| Data                    | Timp  | Etapă      |
| ----------------------- | ----- | ---------- |
| Miercuri, 28 iulie 2021 | 19:21 | Calificări |
| Joi, 29 iulie 2021      | 11:04 | Semifinale |
| Vineri, 30 iulie 2021   | 10:50 | Finala     |

## Rezultate

### Calificări
Primii 16 înotători cu cei mai buni timpi au avansat în semifinale.
| Loc | Serie | Culoar | Înotător             | Țară                       | Timp    | Note |
| --- | ----- | ------ | -------------------- | -------------------------- | ------- | ---- |
| 1   | 2     | 4      | Luke Greenbank       | Marea Britanie             | 1:54.63 | C    |
| 2   | 4     | 4      | Evgeny Rylov         | COR                        | 1:56.02 | C    |
| 3   | 4     | 5      | Bryce Mefford        | Statele Unite ale Americii | 1:56.37 | C    |
| 4   | 2     | 1      | Lee Ju-ho            | Coreea de Sud              | 1:56.77 | C    |
| 5   | 1     | 4      | Grigory Tarasevich   | COR                        | 1:56.82 | C    |
| 6   | 2     | 6      | Radosław Kawęcki     | Polonia                    | 1:56.83 | C    |
| 7   | 3     | 4      | Ryan Murphy          | Statele Unite ale Americii | 1:56.92 | C    |
| 8   | 2     | 5      | Ryosuke Irie         | Japonia                    | 1:56.97 | C    |
| 9   | 4     | 3      | Keita Sunama         | Japonia                    | 1:57.07 | C    |
| 10  | 4     | 2      | Tristan Hollard      | Australia                  | 1:57.24 | C    |
| 11  | 3     | 6      | Roman Mityukov       | Elveția                    | 1:57.45 | C    |
| 12  | 4     | 6      | Brodie Williams      | Marea Britanie             | 1:57.48 | C    |
| 13  | 4     | 8      | Nicolás García       | Spania                     | 1:57.62 | C    |
| 14  | 2     | 3      | Ádám Telegdy         | Ungaria                    | 1:57,70 | C    |
| 15  | 3     | 5      | Xu Jiayu             | China                      | 1:57,76 | C, R |
| 16  | 2     | 7      | Markus Thormeyer     | Canada                     | 1:57,85 | C    |
| 17  | 3     | 3      | Yohann Ndoye Brouard | Franța                     | 1:57,96 | C    |
| 18  | 4     | 7      | Jan Čejka            | Cehia                      | 1:58,02 |      |
| 19  | 4     | 1      | Christian Diener     | Germania                   | 1:58,27 |      |
| 20  | 3     | 2      | Matteo Restivo       | Italia                     | 1:58,36 |      |
| 21  | 1     | 5      | Martin Binedell      | Africa de Sud              | 1:58,47 |      |
| 22  | 3     | 1      | Francisco Santos     | Portugalia                 | 1:58,58 |      |
| 23  | 2     | 8      | Berke Saka           | Turcia                     | 1:58,66 |      |
| 24  | 2     | 2      | Kaloyan Levterov     | Bulgaria                   | 1:58,96 |      |
| 25  | 3     | 7      | Mewen Tomac          | Franța                     | 1:59,02 |      |
| 26  | 1     | 6      | Robert Glință        | România                    | 1:59,18 |      |
| 27  | 3     | 8      | Jakub Skierka        | Polonia                    | 1:59,30 |      |
| 28  | 1     | 3      | Yakov Toumarkin      | Israel                     | 1:59,65 |      |
| 29  | 1     | 2      | Merdan Ataýew        | Turkmenistan               | 2:03,68 |      |

### Semifinale
Primii 8 înotători cu cei mai buni timpi au avansat în finală.
| Loc | Serie | Culoar | Înotător             | Țară                       | Timp    | Note |
| --- | ----- | ------ | -------------------- | -------------------------- | ------- | ---- |
| 1   | 1     | 4      | Evgeny Rylov         | COR                        | 1:54,45 | C    |
| 2   | 2     | 4      | Luke Greenbank       | Marea Britanie             | 1:54,98 | C    |
| 3   | 2     | 6      | Ryan Murphy          | Statele Unite ale Americii | 1:55,38 | C    |
| 4   | 1     | 1      | Ádám Telegdy         | Ungaria                    | 1:56,19 | C    |
| 5   | 2     | 1      | Nicolás García       | Spania                     | 1:56,35 | C    |
| 6   | 2     | 5      | Bryce Mefford        | Statele Unite ale Americii | 1:56,37 | C    |
| 7   | 1     | 3      | Radosław Kawęcki     | Polonia                    | 1:56,68 | C    |
| 8   | 1     | 6      | Ryosuke Irie         | Japonia                    | 1:56,69 | C    |
| 9   | 1     | 8      | Yohann Ndoye Brouard | Franța                     | 1:56,83 |      |
| 10  | 1     | 2      | Tristan Hollard      | Australia                  | 1:56,92 |      |
| 11  | 1     | 5      | Lee Ju-ho            | Coreea de Sud              | 1:56,93 |      |
| 12  | 2     | 3      | Grigory Tarasevich   | COR                        | 1:57,06 |      |
| 13  | 2     | 7      | Roman Mityukov       | Elveția                    | 1:57,07 |      |
| 14  | 2     | 2      | Keita Sunama         | Japonia                    | 1:57,16 |      |
| 15  | 1     | 7      | Brodie Williams      | Marea Britanie             | 1:57,73 |      |
| 16  | 2     | 8      | Markus Thormeyer     | Canada                     | 1:59,36 |      |

### Finala
| Loc | Culoar | Înotător         | Țară                       | Timp    | Note           |
| --- | ------ | ---------------- | -------------------------- | ------- | -------------- |
| 1   | 4      | Evgeny Rylov     | COR                        | 1:53,27 | Record Olimpic |
| 2   | 3      | Ryan Murphy      | Statele Unite ale Americii | 1:54,15 |                |
| 3   | 5      | Luke Greenbank   | Marea Britanie             | 1:54,72 |                |
| 4   | 7      | Bryce Mefford    | Statele Unite ale Americii | 1:55,49 |                |
| 5   | 6      | Ádám Telegdy     | Ungaria                    | 1:56,15 |                |
| 6   | 1      | Radosław Kawęcki | Polonia                    | 1:56,39 |                |
| 7   | 8      | Ryosuke Irie     | Japonia                    | 1:57,32 |                |
| 8   | 2      | Nicolás García   | Spania                     | 1:59,06 |                |